# ベリュー男爵
ベリュー男爵（ベリューだんしゃく、英: Baron Bellew）は、アイルランド貴族の爵位。政治家パトリック・ベリューが1848年に叙位された。

## 歴史
ラウス県出身のパトリック・ベリュー(bef.1660–1716)は1688年12月11日にジェームズ2世によりアイルランドにおける準男爵に叙された。1689年に可決された議会立法ではこの日がジェームズ2世の治世最後の日と定められた。
初代準男爵の来孫にあたる7代準男爵パトリック・ベリューはホイッグ党の政治家であり、庶民院議員、ラウス統監を務め、1848年7月10日にアイルランド貴族であるラウス県バーミースのベリュー男爵に叙された。1800年合同法の施行以降、新しいアイルランド貴族爵位の創設には既存の爵位が3つ廃絶する必要があり、ベリュー男爵位の創設はハートランド男爵、アレン子爵、マウント・サンドフォード男爵の廃絶を根拠とした。
3代男爵チャールズ・バートラム・ベリュー(1855–1911)は自由統一党の政治家で、アイルランド貴族代表議員を務めた。4代男爵ジョージ・レオポルド・ブライアン・ブライアン(1857–1935)もアイルランド貴族代表議員を務めた。
2019年現在の当主は、2代男爵の四男の曽孫にあたる8代男爵ブライアン・エドワード・ベリュー(1943–)である。

## 現当主の保有爵位・準男爵位

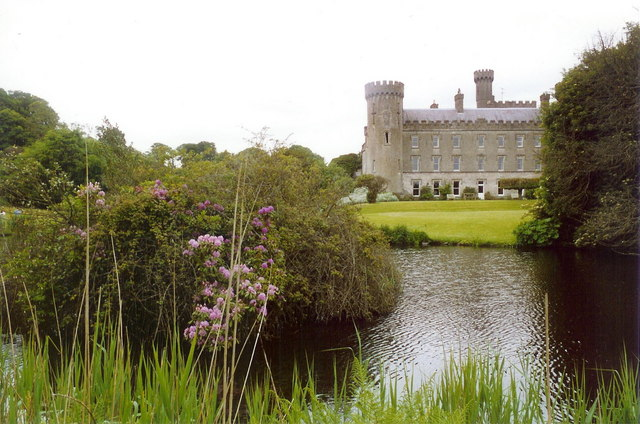
男爵家の居城バーミース城

現当主の第8代ベリュー男爵ブライアン・ベリューは、以下の爵位・準男爵位を有する。
- 第8代ラウス県バーミースのベリュー男爵（8th Baron Bellew, of Barmeath in the County of Louth）
（1848年7月10日の勅許状によるアイルランド貴族爵位）
- 第14代（バーミースの）準男爵（14th Baronet, of Barmeath）
（1688年12月11日の勅許状によるアイルランド準男爵位）

## 一覧

### （バーミーズの）ベリュー準男爵（1688年）
- 初代準男爵サー・パトリック・ベリュー（1716年没）
- 第2代準男爵サー・ジョン・ベリュー（1660年ごろ – 1734年）
- 第3代準男爵サー・エドワード・ベリュー（1695年ごろ – 1741年）
- 第4代準男爵サー・ジョン・ベリュー（1728年 – 1750年）
- 第5代準男爵サー・パトリック・ベリュー（英語版）（1735年ごろ – 1795年）
- 第6代準男爵サー・エドワード・ベリュー（1760年ごろ – 1827年）
- 第7代準男爵サー・パトリック・ベリュー（1798年 – 1866年）
  - 1848年、ベリュー男爵に叙爵

### ベリュー男爵（1848年）
- 初代ベリュー男爵パトリック・ベリュー（1798年 – 1866年）
- 第2代ベリュー男爵エドワード・ジョセフ・ベリュー（1830年 – 1895年）
- 第3代ベリュー男爵チャールズ・バートラム・ベリュー（1855年 – 1911年）
- 第4代ベリュー男爵ジョージ・レオポルド・ブライアン・ブライアン（1857年 – 1935年）
- 第5代ベリュー男爵エドワード・ヘンリー・ベリュー（1889年 – 1975年）
- 第6代ベリュー男爵ブライアン・バートラム・ベリュー（1890年 – 1981年）
- 第7代ベリュー男爵ジェームズ・ブライアン・ベリュー（1920年 – 2010年）
- 第8代ベリュー男爵ブライアン・エドワード・ベリュー（1943年 – ）

爵位の法定推定相続人は現当主の息子にあたるアンソニー・リチャード・ブルック・ベリュー閣下（1972年 – ）で、その法定推定相続人は息子のオリヴァー・ジェームズ・ベリュー（2003年 – ）である。